# Andriy Yarmolenko
Andriy Mykolayovych Yarmolenko (tiếng Ukraina: Андрій Миколайович Ярмоленко; sinh ngày 23 tháng 10 năm 1989) là một cầu thủ bóng đá chuyên nghiệp người Ukraina hiện đang thi đấu ở vị trí tiền vệ cánh hoặc tiền đạo cho câu lạc bộ Ukrainian Premier League Dynamo Kyiv và là đội trưởng của đội tuyển bóng đá quốc gia Ukraina.
Yarmolenko đã là một tuyển thủ quốc gia Ukraina từ năm 2009, ghi được 44 bàn trong hơn 100 trận và chơi tại Euro 2012, Euro 2016 và Euro 2020.

## Thống kê sự nghiệp

### Câu lạc bộ
Tính đến ngày 19 tháng 2 năm 2021
| Câu lạc bộ          | Mùa giải            | Giải đấu                 | Giải đấu | Giải đấu | Cúp quốc gia | Cúp quốc gia | Châu Âu | Châu Âu | Khác | Khác | Tổng cộng | Tổng cộng |
| Câu lạc bộ          | Mùa giải            | Hạng                     | Trận     | Bàn      | Trận         | Bàn          | Trận    | Bàn     | Trận | Bàn  | Trận      | Bàn       |
| ------------------- | ------------------- | ------------------------ | -------- | -------- | ------------ | ------------ | ------- | ------- | ---- | ---- | --------- | --------- |
| Dynamo Kyiv         | 2007–08             | Ukrainian Premier League | 1        | 1        | 0            | 0            | 0       | 0       | 0    | 0    | 1         | 1         |
| Dynamo Kyiv         | 2008–09             | Ukrainian Premier League | 10       | 0        | 3            | 5            | 0       | 0       | 1    | 0    | 14        | 5         |
| Dynamo Kyiv         | 2009–10             | Ukrainian Premier League | 28       | 7        | 2            | 0            | 6       | 0       | 1    | 0    | 37        | 7         |
| Dynamo Kyiv         | 2010–11             | Ukrainian Premier League | 26       | 11       | 5            | 1            | 16      | 4       | —    | —    | 47        | 16        |
| Dynamo Kyiv         | 2011–12             | Ukrainian Premier League | 28       | 12       | 1            | 1            | 10      | 0       | 1    | 0    | 40        | 13        |
| Dynamo Kyiv         | 2012–13             | Ukrainian Premier League | 27       | 11       | 1            | 0            | 12      | 2       | —    | —    | 40        | 13        |
| Dynamo Kyiv         | 2013–14             | Ukrainian Premier League | 26       | 12       | 4            | 4            | 9       | 5       | —    | —    | 39        | 21        |
| Dynamo Kyiv         | 2014–15             | Ukrainian Premier League | 26       | 14       | 5            | 1            | 11      | 4       | 1    | 0    | 43        | 19        |
| Dynamo Kyiv         | 2015–16             | Ukrainian Premier League | 23       | 13       | 3            | 4            | 7       | 2       | 1    | 0    | 34        | 19        |
| Dynamo Kyiv         | 2016–17             | Ukrainian Premier League | 28       | 15       | 3            | 3            | 5       | 1       | —    | —    | 36        | 19        |
| Dynamo Kyiv         | 2017–18             | Ukrainian Premier League | 5        | 3        | 0            | 0            | 4       | 1       | 1    | 0    | 10        | 4         |
| Tổng cộng           | Tổng cộng           | Tổng cộng                | 228      | 99       | 27           | 19           | 80      | 19      | 6    | 0    | 341       | 137       |
| Borussia Dortmund   | 2017–18             | Bundesliga               | 18       | 3        | 2            | 2            | 6       | 1       | —    | —    | 26        | 6         |
| West Ham United     | 2018–19             | Premier League           | 9        | 2        | 1            | 0            | —       | —       | —    | —    | 10        | 2         |
| West Ham United     | 2019–20             | Premier League           | 23       | 5        | 0            | 0            | —       | —       | —    | —    | 23        | 5         |
| West Ham United     | 2020–21             | Premier League           | 14       | 0        | 3            | 2            | —       | —       | —    | —    | 14        | 2         |
| West Ham United     | Tổng cộng           | Tổng cộng                | 43       | 7        | 4            | 2            | 0       | 0       | 0    | 0    | 47        | 9         |
| Tổng cộng sự nghiệp | Tổng cộng sự nghiệp | Tổng cộng sự nghiệp      | 287      | 108      | 33           | 23           | 86      | 20      | 6    | 0    | 421       | 155       |

### Quốc tế
Tính đến ngày 12 tháng 9 năm 2023
| Ukraina   | Ukraina | Ukraina | Ukraina |
| Năm       | Trận    | Bàn     |         |
| --------- | ------- | ------- | ------- |
| 2009      | 6       | 2       |         |
| 2010      | 2       | 1       |         |
| 2011      | 9       | 3       |         |
| 2012      | 10      | 2       |         |
| 2013      | 11      | 6       |         |
| 2014      | 8       | 4       |         |
| 2015      | 9       | 4       |         |
| 2016      | 12      | 7       |         |
| 2017      | 7       | 4       |         |
| 2018      | 5       | 3       |         |
| 2019      | 7       | 1       |         |
| 2020      | 6       | 1       |         |
| 2021      | 14      | 6       |         |
| 2022      | 6       | 1       |         |
| 2023      | 4       | 1       |         |
| Tổng cộng | 116     | 46      |         |

### Bàn thắng quốc tế
Bàn thắng và kết quả của Ukraina được để trước.
| #   | Ngày                 | Địa điểm                                                          | Đối thủ              | Bàn thắng | Kết quả | Giải đấu                       |
| --- | -------------------- | ----------------------------------------------------------------- | -------------------- | --------- | ------- | ------------------------------ |
| 1.  | 5 tháng 9 năm 2009   | Sân vận động Valeriy Lobanovskyi Dynamo, Kiev, Ukraina            | Andorra              | 1–0       | 5–0     | Vòng loại FIIFA World Cup 2010 |
| 2.  | 14 tháng 10 năm 2009 | Sân vận động Comunal d'Andorra la Vella, Andorra la Vella, Andora | Andorra              | 6–0       | 6–0     | Vòng loại FIIFA World Cup 2010 |
| 3.  | 17 tháng 11 năm 2010 | Sân vận động Genève, Genève, Thụy Sĩ                              | Thụy Sĩ              | 1–1       | 2-2     | Giao hữu                       |
| 4.  | 2 tháng 9 năm 2011   | Khu liên hợp thể thao Oblast Metalist, Kharkiv, Ukraina           | Uruguay              | 1–0       | 2–3     | Giao hữu                       |
| 5.  | 7 tháng 10 năm 2011  | Khu liên hợp thể thao Oblast Metalist, Kharkiv, Ukraina           | Bulgaria             | 3–0       | 3–0     | Giao hữu                       |
| 6.  | 11 tháng 11 năm 2011 | Khu liên hợp thể thao quốc gia Olimpiyskiy, Kiev, Ukraina         | Đức                  | 1–0       | 3–3     | Giao hữu                       |
| 7.  | 29 tháng 2 năm 2012  | Sân vận động HaMoshava, Petah Tikva, Israel                       | Israel               | 3–1       | 3–2     | Giao hữu                       |
| 8.  | 28 tháng 5 năm 2012  | Kufstein Arena, Kufstein, Áo                                      | Estonia              | 1–0       | 4–0     | Giao hữu                       |
| 9.  | 6 tháng 2 năm 2013   | Sân vận động La Cartuja, Sevilla, Tây Ban Nha                     | Na Uy                | 2–0       | 2–0     | Giao hữu                       |
| 10. | 22 tháng 3 năm 2013  | Sân vận động Quốc gia, Warszawa, Ba Lan                           | Ba Lan               | 1–0       | 3–1     | Vòng loại FIFA World Cup 2014  |
| 11. | 26 tháng 3 năm 2013  | Sân vận động Chornomorets, Odessa, Ukraina                        | Moldova              | 1–0       | 2–1     | Vòng loại FIFA World Cup 2014  |
| 12. | 11 tháng 10 năm 2013 | Khu liên hợp thể thao quốc gia Olimpiyskiy, Kiev, Ukraina         | Ba Lan               | 1–0       | 1–0     | Vòng loại FIFA World Cup 2014  |
| 13. | 15 tháng 10 năm 2013 | Sân vận động San Marino, Serravalle, San Marino                   | San Marino           | 5–0       | 8–0     | Vòng loại FIFA World Cup 2014  |
| 14. | 15 tháng 11 năm 2013 | Khu liên hợp thể thao quốc gia Olimpiyskiy, Kiev, Ukraina         | Pháp                 | 2–0       | 2–0     | Vòng loại FIFA World Cup 2014  |
| 15. | 5 tháng 3 năm 2014   | Sân vận động Antonis Papadopoulos, Larnaca, Síp                   | Hoa Kỳ               | 1–0       | 2–0     | Giao hữu                       |
| 16. | 15 tháng 11 năm 2014 | Sân vận động Josy Barthel, thành phố Luxembourg, Luxembourg       | Luxembourg           | 1–0       | 3–0     | Vòng loại UEFA Euro 2016       |
| 17. | 15 tháng 11 năm 2014 | Sân vận động Josy Barthel, thành phố Luxembourg, Luxembourg       | Luxembourg           | 2–0       | 3–0     | Vòng loại UEFA Euro 2016       |
| 18. | 15 tháng 11 năm 2014 | Sân vận động Josy Barthel, thành phố Luxembourg, Luxembourg       | Luxembourg           | 3–0       | 3–0     | Vòng loại UEFA Euro 2016       |
| 19. | 31 tháng 3 năm 2015  | Arena Lviv, Lviv, Ukraina                                         | Latvia               | 1–0       | 1–1     | Giao hữu                       |
| 20. | 5 tháng 9 năm 2015   | Arena Lviv, Lviv, Ukraina                                         | Belarus              | 2–0       | 3–1     | Vòng loại UEFA Euro 2016       |
| 21. | 14 tháng 11 năm 2015 | Arena Lviv, Lviv, Ukraina                                         | Slovenia             | 1–0       | 2–0     | Vòng loại UEFA Euro 2016       |
| 22. | 17 tháng 11 năm 2015 | Sân vận động Stožice, Ljubljana, Slovenia                         | Slovenia             | 1–1       | 1–1     | Vòng loại UEFA Euro 2016       |
| 23. | 28 tháng 3 năm 2016  | Khu liên hợp thể thao quốc gia Olimpiyskiy, Kiev, Ukraina         | Wales                | 1–0       | 1–0     | Giao hữu                       |
| 24. | 29 tháng 5 năm 2016  | Sân vận động Olimpico Grande Torino, Turin, Ý                     | România              | 4–1       | 4–3     | Giao hữu                       |
| 25. | 3 tháng 6 năm 2016   | Sân vận động Atleti Azzurri d'Italia, Bergamo, Ý                  | Albania              | 2–1       | 3–1     | Giao hữu                       |
| 26. | 5 tháng 9 năm 2016   | Khu liên hợp thể thao quốc gia Olimpiyskiy, Kiev, Ukraina         | Iceland              | 1–1       | 1–1     | Vòng loại FIFA World Cup 2018  |
| 27. | 6 tháng 10 năm 2016  | Torku Arena, Konya, Thổ Nhĩ Kỳ                                    | Thổ Nhĩ Kỳ           | 1–0       | 2–2     | Vòng loại FIFA World Cup 2018  |
| 28. | 9 tháng 10 năm 2016  | Sân vận động Marshal Józef Piłsudski, Kraków, Ba Lan              | Albania              | 2–0       | 3–0     | Vòng loại FIFA World Cup 2018  |
| 29. | 15 tháng 10 năm 2016 | Khu liên hợp thể thao Oblast Metalist, Kharkiv, Ukraina           | Serbia               | 2–0       | 2–0     | Giao hữu                       |
| 30. | 2 tháng 9 năm 2017   | Khu liên hợp thể thao Oblast Metalist, Kharkiv, Ukraina           | Thổ Nhĩ Kỳ           | 1–0       | 2–0     | Vòng loại FIFA World Cup 2018  |
| 31. | 2 tháng 9 năm 2017   | Khu liên hợp thể thao Oblast Metalist, Kharkiv, Ukraina           | Thổ Nhĩ Kỳ           | 2–0       | 2–0     | Vòng loại FIFA World Cup 2018  |
| 32. | 6 tháng 10 năm 2017  | Sân vận động Loro Boriçi, Shkodër, Albania                        | Kosovo               | 2–0       | 2–0     | Vòng loại FIFA World Cup 2018  |
| 33. | 10 tháng 11 năm 2017 | Arena Lviv, Lviv, Ukraina                                         | Slovakia             | 1–1       | 2–1     | Giao hữu                       |
| 34. | 10 tháng 11 năm 2017 | Sân vận động Camille Fournier, Évian-les-Bains, Pháp              | Albania              | 2–0       | 4–1     | Giao hữu                       |
| 35. | 10 tháng 11 năm 2017 | Sân vận động Camille Fournier, Évian-les-Bains, Pháp              | Albania              | 3–0       | 4–1     | Giao hữu                       |
| 36. | 9 tháng 9 năm 2018   | Arena Lviv, Lviv, Ukraina                                         | Slovakia             | 1–0       | 1–0     | UEFA Nations League 2018–19    |
| 37. | 14 tháng 10 năm 2019 | Khu liên hợp thể thao quốc gia Olimpiyskiy, Kiev, Ukraina         | Bồ Đào Nha           | 2–0       | 2–1     | Vòng loại UEFA Euro 2020       |
| 38. | 3 tháng 9 năm 2020   | Arena Lviv, Lviv, Ukraina                                         | Slovakia             | 1–0       | 2–1     | UEFA Nations League 2020–21    |
| 39. | 7 tháng 6 năm 2021   | Khu liên hợp thể thao Oblast Metalist, Kharkiv, Ukraina           | Síp                  | 1–0       | 4–0     | Giao hữu                       |
| 40. | 7 tháng 6 năm 2021   | Khu liên hợp thể thao Oblast Metalist, Kharkiv, Ukraina           | Síp                  | 4–0       | 4–0     | Giao hữu                       |
| 41. | 13 tháng 6 năm 2021  | Amsterdam Arena, Amsterdam, Hà Lan                                | Hà Lan               | 1–2       | 2–3     | UEFA Euro 2020                 |
| 42. | 17 tháng 6 năm 2021  | Arena Națională, Bucharest, România                               | Bắc Macedonia        | 1–0       | 2–1     | UEFA Euro 2020                 |
| 43. | 9 tháng 10 năm 2021  | Sân vận động Olympic, Helsinki, Phần Lan                          | Phần Lan             | 1–0       | 2–1     | Vòng loại FIFA World Cup 2022  |
| 44. | 12 tháng 10 năm 2021 | Arena Lviv, Lviv, Ukraina                                         | Bosna và Hercegovina | 1–0       | 1–1     | Vòng loại FIFA World Cup 2022  |
| 45. | 1 tháng 6 năm 2022   | Hampden Park, Glasgow, Scotland                                   | Scotland             | 1–0       | 3–1     | Vòng loại FIFA World Cup 2022  |
| 46. | 12 tháng 9 năm 2023  | San Siro, Milano, Ý                                               | Ý                    | 1–2       | 1–2     | Vòng loại UEFA Euro 2024       |